# Letni Puchar Kontynentalny w skokach narciarskich w Wiśle
Letni Puchar Kontynentalny w skokach narciarskich w Wiśle – zawody w skokach narciarskich, przeprowadzane w ramach Letniego Pucharu Kontynentalnego w skokach narciarskich od 2009 do 2020 (z przerwą na lata 2011-2013). Areną zmagań jest skocznia im. Adama Małysza w Wiśle.
W latach 2017-2018 konkursy w Wiśle były wliczane do klasyfikacji Pucharu Beskidów.

## Podium poszczególnych konkursów LPK w Wiśle
| Lp  | Data                | Skocznia          | HS    | Uwagi | 1. miejsce             | 2. miejsce            | 3. miejsce                     |
| --- | ------------------- | ----------------- | ----- | ----- | ---------------------- | --------------------- | ------------------------------ |
| 1.  | 12 września 2009    | im. Adama Małysza | HS134 | nocny | Marcin Bachleda        | Adam Małysz           | Łukasz Rutkowski               |
| 2.  | 13 września 2009    | im. Adama Małysza | HS134 | –     | Marcin Bachleda        | Adam Małysz           | Łukasz Rutkowski               |
| 3.  | 2 października 2010 | im. Adama Małysza | HS134 | nocny | Anders Fannemel        | Stefan Hula           | Robert Hrgota                  |
| 4.  | 3 października 2010 | im. Adama Małysza | HS134 | –     | Anders Fannemel        | Jure Šinkovec         | Anssi Koivuranta               |
| 5.  | 1 sierpnia 2014     | im. Adama Małysza | HS134 | –     | Cene Prevc             | Piotr Żyła            | Miran Zupančič                 |
| 6.  | 2 sierpnia 2014     | im. Adama Małysza | HS134 | –     | Piotr Żyła             | Mitja Mežnar          | Jan Ziobro                     |
| 7.  | 8 sierpnia 2015     | im. Adama Małysza | HS134 | –     | Joacim Ødegård Bjøreng | Przemysław Kantyka    | Philipp Aschenwald             |
| 8.  | 9 sierpnia 2015     | im. Adama Małysza | HS134 | –     | Klemens Murańka        | Rok Justin            | Stefan Hula Philipp Aschenwald |
| 9.  | 24 września 2016    | im. Adama Małysza | HS134 | –     | Davide Bresadola       | Domen Prevc           | Jan Ziobro                     |
| 10. | 25 września 2016    | im. Adama Małysza | HS134 | –     | Markus Eisenbichler    | Daniel Huber          | Alex Insam                     |
| 11. | 19 sierpnia 2017    | im. Adama Małysza | HS134 | PB    | Miran Zupančič         | Klemens Murańka       | Alex Insam                     |
| 12. | 18 sierpnia 2018    | im. Adama Małysza | HS134 | PB    | Philipp Aschenwald     | Aleksander Zniszczoł  | Žak Mogel                      |
| 13. | 10 sierpnia 2019    | im. Adama Małysza | HS134 | –     | Klemens Murańka        | Andrzej Stękała       | Philipp Raimund                |
| 14. | 11 sierpnia 2019    | im. Adama Małysza | HS134 | –     | Klemens Murańka        | Moritz Baer           | Paweł Wąsek                    |
| 15. | 18 września 2020    | im. Adama Małysza | HS134 | –     | Martin Hamann          | Sander Vossan Eriksen | Anže Lanišek                   |
| 16. | 19 września 2020    | im. Adama Małysza | HS134 | –     | Martin Hamann          | Sander Vossan Eriksen | Timon-Pascal Kahofer           |

## Najwięcej razy na podium indywidualnie
Uwzględnieni zawodnicy, którzy zdobyli minimum 2 miejsca na podium (stan na 19 września 2020)
| Miejsce | Zawodnik              | Zwycięstwa | 2. miejsca | 3. miejsca | Razem |
| ------- | --------------------- | ---------- | ---------- | ---------- | ----- |
| 1.      | Klemens Murańka       | 3          | 1          | 0          | 4     |
| 2.      | Marcin Bachleda       | 2          | 0          | 0          | 2     |
| 2.      | Anders Fannemel       | 2          | 0          | 0          | 2     |
| 2.      | Martin Hamann         | 2          | 0          | 0          | 2     |
| 5.      | Piotr Żyła            | 1          | 1          | 0          | 2     |
| 6.      | Philipp Aschenwald    | 1          | 0          | 2          | 3     |
| 7.      | Miran Zupančič        | 1          | 0          | 1          | 2     |
| 8.      | Adam Małysz           | 0          | 2          | 0          | 2     |
| 8.      | Sander Vossan Eriksen | 0          | 2          | 0          | 2     |
| 10.     | Stefan Hula           | 0          | 1          | 1          | 2     |
| 11.     | Łukasz Rutkowski      | 0          | 0          | 2          | 2     |
| 11.     | Jan Ziobro            | 0          | 0          | 2          | 2     |
| 11.     | Alex Insam            | 0          | 0          | 2          | 2     |

## Najwięcej razy na podium według państw
Stan na 19 września 2020
| Miejsce | Państwo   | Zwycięstwa | 2. miejsca | 3. miejsca | Razem |
| ------- | --------- | ---------- | ---------- | ---------- | ----- |
| 1.      | Polska    | 6          | 8          | 6          | 20    |
| 2.      | Norwegia  | 3          | 2          | 0          | 5     |
| 3.      | Niemcy    | 3          | 1          | 1          | 5     |
| 4.      | Słowenia  | 2          | 4          | 4          | 10    |
| 5.      | Austria   | 1          | 1          | 3          | 5     |
| 6.      | Włochy    | 1          | 0          | 2          | 3     |
| 7.      | Finlandia | 0          | 0          | 1          | 1     |